# Arhopala zohar
Arhopala zohar är en fjärilsart som beskrevs av Hans Fruhstorfer 1914. Arhopala zohar ingår i släktet Arhopala och familjen juvelvingar. Inga underarter finns listade i Catalogue of Life.